# 許觀吉
許觀吉（1584年—1629年），字叔顒，号陽里，直隸蘇州府崑山縣人。

## 生平
萬曆三十七年（1609年）己酉應天府鄉試第九名舉人，萬曆四十四年（1616年）丙辰科會試六十一名，廷試三甲一百十二名進士。禮部觀政。授浙江归安县知县。四十七年丁憂，天啓二年補臨潁縣，三年升工部营缮司主事，四年管六科廊，六年升郎中，七年加太僕寺少卿。
崇禎二年十二月初二日，崇禎帝以北京城守潦草，将工部尚书張鳳翔下狱；時任营缮司郎中的许观吉与虞衡司郎中管玉音、都水司郎中周長應、屯田司郎中朱長世，俱廷杖八十。时观吉、长应以年老，长世以羸弱，俱毙杖下。玉音杖毕下狱，与凤翔俱拟赎徒。

## 家族
曾祖許鵬。祖父許道東。父許承周，隆慶二年戊辰進士，蕭山縣知縣，載名宦傳。兄旋吉、獻吉，弟慕吉。

## 引用
1. ↑  《萬曆四十四年丙辰科進士履歷》：許觀吉，阳里，易五房，甲申八月初四日生。崑山县人，己酉九，会六十一，三甲一百十二名。礼部政，授歸安知縣，己未丁憂，壬戌補臨潁，癸亥升营缮司主事，甲子管六科廊，丙寅升郎中，丁卯加太僕寺少卿，己巳升都水司郎中，革职。
2. ↑  《萬曆四十四年丙辰科進士登科録》：許觀吉，陽里，甲申年八月四日生，萬曆己酉郷試九名，萬曆四十四年丙辰科會試六十一名，廷試三甲一百十二名。禮部觀政。父許承周，戊辰進士，蕭山縣知縣，載名宦傳。兄旋吉、獻吉，弟慕吉。娶孫氏，子士翀、士翱。